# Cryptothylax greshoffii
Cryptothylax greshoffii es una especie de anfibios de la familia Hyperoliidae.
Habita en Angola, Camerún, República Centroafricana, República Democrática del Congo, Guinea Ecuatorial, Gabón y posiblemente República del Congo.
Su hábitat natural incluye bosques tropicales o subtropicales secos y a baja altitud, zonas secas de arbustos, ríos, pantanos, lagos de agua dulce, marismas de agua dulce, corrientes intermitentes de agua dulce, jardines rurales, zonas previamente boscosas ahora degradadas y estanques.